# Aliuska López
Aliuska Yanira López Pedroso (née le 29 août 1969 à La Havane) est une ancienne athlète espagnole, d'origine cubaine, surtout spécialiste des haies. Championne du monde junior dès 1988, elle est l'ancienne détentrice du record du monde junior du 100 m haies (1986 - 2015). C'est la cousine d'Iván Pedroso.

## Palmarès
| Année | Compétition                                      | Lieu          | Résultat | Épreuve      | Temps   |
| ----- | ------------------------------------------------ | ------------- | -------- | ------------ | ------- |
| 1986  | Championnats du monde junior                     | Athènes       | 2e       | 100 m haies  | 13 s 14 |
| 1987  | Jeux panaméricains                               | Indianapolis  | 3e       | 100 m haies  |         |
| 1987  | Jeux panaméricains                               | Indianapolis  | 2e       | 4x100 mètres |         |
| 1988  | Championnats du monde junior                     | Sudbury       | 1re      | 100 m haies  | 13 s 23 |
| 1990  | Jeux d'Amérique centrale et des Caraïbes         | Mexico        | 1re      | 100 m haies  | 12 s 94 |
| 1991  | Championnats du monde en salle                   | Séville       | 3e       | 60 m haies   | 8 s 03  |
| 1991  | Jeux panaméricains                               | La Havane     | 1re      | 100 m haies  | 12 s 99 |
| 1992  | Jeux olympiques                                  | Barcelone     | 6e       | 100 m haies  | 12 s 87 |
| 1993  | Jeux d'Amérique centrale et des Caraïbes         | Ponce         | 1re      | 100 m haies  | 13 s 46 |
| 1993  | Jeux d'Amérique centrale et des Caraïbes         | Ponce         | 1re      | 4x100 m      | 44 s 59 |
| 1993  | Championnats du monde                            | Stuttgart     | 4e       | 100 m haies  | 12 s 73 |
| 1995  | Championnats du monde en salle                   | Barcelone     | 1re      | 60 m haies   | 7 s 92  |
| 1995  | Jeux panaméricains                               | Mar del Plata | 1re      | 100 m haies  |         |
| 1995  | Jeux panaméricains                               | Mar del Plata | 2e       | 4 x 100 m    |         |
| 1997  | Championnats d'Amérique centrale et des Caraïbes | San Juan      | 1re      | 100 m haies  | 12 s 68 |
| 1999  | Jeux panaméricains                               | Winnipeg      | 1re      | 100 m haies  | 12 s 76 |
| 2000  | Jeux olympiques                                  | Athènes       | 5e       | 100 m haies  | 12 s 83 |

## Records
- 100 mètres haies - 12.67 (1996)
- 100 mètres - 11.53 (1987)
- 200 mètres - 24.22 (1987)